# وود (داکوتای جنوبی)
وود(به انگلیسی: Wood) شهری در ایالت داکوتای جنوبی کشور ایالات متحده آمریکا است که جمعیت آن در سرشماری سال ۲۰۱۰ میلادی، ۶۲ نفر بوده‌است.